# Sucumbé
Sucumbé es una bebida alcohólica tradicional de Bolivia.
El sucumbé es una bebida que se consume caliente en copas altas de cristal y es característica en festividades que incluyen eventos callejeros como la festividad de San Juan en el mes de junio, o las entradas folclóricas y verbenas. La base de la bebida se prepara con leche, canela y clavo de olor, una vez que ha hervido se puede incorporar espuma de dos maneras, batiendo la leche o incorporando claras de huevo batido, paralelamente se añade el singani, bebida típicamente boliviana.